# Mauvaises Herbes (film)
Pour les articles homonymes, voir Mauvaise herbe (homonymie).
 (octobre 2018).
Si vous disposez d'ouvrages ou d'articles de référence ou si vous connaissez des sites web de qualité traitant du thème abordé ici, merci de compléter l'article en donnant les références utiles à sa vérifiabilité et en les liant à la section « Notes et références ».
Pour plus de détails, voir Fiche technique et Distribution.
Mauvaises Herbes est une comédie dramatique française écrite et réalisée par Kheiron, sortie en 2018. C'est son deuxième film en tant que réalisateur après Nous trois ou rien, sorti en 2015.

## Synopsis
Waël (Kheiron) est un adulte qui essaie de s'en sortir avec l'aide de Monique (Catherine Deneuve), qui participe avec lui à de petites arnaques. Un jour, ils tombent sur Victor (André Dussollier), une ancienne connaissance de Monique qui les confond dans leur escroquerie. En échange d'un non-dépôt de plainte, il les engage à travailler pour lui bénévolement dans son projet éducatif visant à aider six collégiens à problème.
Utilisant sa créativité et son sens du contact, Waël réussit à amadouer les jeunes et à percer pour chacun le secret de leur problème existentiel. Pour cela, il puise dans son histoire dramatique d'orphelin issu d'un pays en guerre, rescapé d'un massacre, enfant des rues, mendiant faux aveugle, puis recueilli par une communauté religieuse. Des flashbacks récurrents font la liaison dans le film entre ces deux époques.

## Fiche technique
- Titre original : Mauvaises Herbes
- Réalisation : Kheiron
- Scénario : Kheiron
- Décors : Stanislas Reydellet
- Costumes : Karen Serreau-Muller
- Photographie : Jean-Paul Agostini
- Son : Frédéric de Ravignan, Fabien Devillers
- Montage : Anny Danché, Alexandre Fleurant
- Production : Simon Istolainen
- Sociétés de production : Paiva Films
- Sociétés de coproduction : StudioCanal, Mars Films, M6 Films
- SOFICA : Manon 8
- Société de distribution : Mars Films
- Pays d'origine :  France
- Langue originale : français
- Format : couleur - 2.35:1 - son Dolby Digital
- Genre : comédie dramatique
- Durée : 105 minutes
- Dates de sortie :
  - France : 21 novembre 2018
  - Belgique : 21 novembre 2018

## Distribution
- Kheiron : Waël
- Catherine Deneuve : Monique
- André Dussollier : Victor
- Alban Lenoir : Franck, policier ripou
- Louison Blivet : Shana
- Adil Dhebi : Fabrice
- Hakou Benosmane : Karim
- Youssouf Wague : Ludo
- Ouassima Zrouki : Nadia
- Joseph Jovanovic : Jimmy
- Leila Boumedjane : Sarah
- Ingrid Donnadieu : Monique jeune
- Sofiane Zermani : Assassin 1
- Médine : Assassin 2

## Production

### Tournage
Le film a été tourné entre juillet et septembre 2017 à Paris, ainsi qu'à Casablanca au Maroc.
Le lycée et collège Jean-Jaurès à Montreuil font partie des lieux de tournage.

## Musique
- Warni Warni d'Omar Souleyman[3].
- Sometimes de Goldmund (flashback nous montrant Waël enfant, se promener dans les ruines d'une ville,  et mendiant, avant la scène où Waël rencontre les enfants).

## Accueil

### Critique
Sur le site Allociné, qui recense vingt-cinq titres de presse, le film obtient une moyenne de 3,4/5.
CNews salue le talent de Kheiron, signant un film qui « jongle entre humour et gravité sans jamais tomber dans le pathos ».
En revanche, Culturebox juge le film « maladroit », critiquant le mauvais jeu d'acteur de Catherine Deneuve et André Dussollier.

### Box-office
Malgré un bon accueil des spectateurs, le film n'a pas eu le succès escompté, faisant seulement 360 000 entrées après trois semaines d'exploitation, loin derrière Nous trois ou rien, le premier film de Kheiron qui avait fait 628 000 entrées.

## Distinctions

### Récompenses
Coup de cœur du Festival international du film de comédie de Liège en 2018.